# Nossa Senhora Medianeira (Santa Maria)
Nossa Senhora Medianeira é um bairro do distrito da sede, no município gaúcho de Santa Maria, Brasil. Localiza-se na área central da cidade.
O bairro Nossa Senhora Medianeira possui uma área de 1,8750 km² que equivale a 1,59% do distrito da Sede que é de 121,84 km² e  0,1047% do município de Santa Maria que é de 1791,65 km².

## História
O bairro, cujo nome homenageia a basílica onde é o ponto final da Romaria da Medianeira, já existia, oficialmente, em 1986. Em 2006, quando o distrito da Sede teve sua nova divisão em bairros, o bairro "Medianeira" levou uma parte do vizinho Nossa Senhora de Lourdes e perdeu território para a criação dos bairros Duque de Caxias e Nossa Senhora de Fátima.

## Limites
Limita-se com os bairros: Centro, Cerrito, Dom Antônio Reis, Duque de Caxias, Nonoai, Nossa Senhora de Fátima, Nossa Senhora de Lourdes, Uglione, Urlândia.
Descrição dos limites do bairro: A delimitação inicia no cruzamento da Avenida Ângelo Bolson com a Sanga do Hospital, segue-se a partir daí pela seguinte delimitação: leito da Sanga do Hospital, no sentido a montante; Rua Duque de Caxias, no sentido sudeste; leito do Arroio Cancela, no sentido a montante; sanga tributária deste Arroio, no sentido a montante; eixo da Rua João Batista da Cruz Jobim, no sentido nordeste, até alcançar o ponto de projeção da divisa sudoeste do SEST/SENAT; por esta linha, no sentido sudeste; divisa sudoeste do SEST/SENAT, em linha quebradas nos sentidos sudeste e sudoeste; linha de divisa noroeste da Empresa Rodoviária Planalto, no sentido sudoeste; fundo dos lotes que confrontam ao noroeste com a Rua Isidoro Grassi, no sentido sudoeste; divisa nordeste do terreno do Presídio; divisa sudoeste da propriedade da Empresa Planaldo; eixo da Rodovia BR-158, no sentido sudoeste; eixo da Avenida Hélvio Basso, no sentido noroeste; eixo da Avenida Ângelo Bolson, no sentido noroeste, até alcançar o leito da Sanga do Hospital, início desta demarcação.

## Unidades residenciais
O bairro Nossa Senhora Medianeira, pertencente ao distrito da Sede, é uma unidade de vizinhança que contém as seguintes unidades residenciais:
| # | Unidade residencial      | Localização                       | Limites | Obs.       |
| - | ------------------------ | --------------------------------- | --- | ---------- |
| 1 | Condomínio Madre Paulina | 29° 42' 14.84" S 53° 48' 39.98" O | A Unidade residencial urbana que confronta ao oeste da Rua General Osório, entre a Avenida General Osório, ao norte e a Rua Paulo Regis dos Santos Pereira, ao sul. | [ Obs. 1 ] |
| 2 | Medianeira               |                                   | Toda a área do perímetro do bairro Nossa Senhora Medianeira sem denominação específica. |            |
| 3 | Vila Bazzégio            | 29° 42' 12.45" S 53° 48' 23.20" O | A unidade residencial urbana que limita ao nordeste e a oeste com as Ruas Duque de Caxias, Rua Prefeito Heitor Campos e Paulo Regis dos Santos Ferreira e, ao sul, com o Arroio Cancela. |            |
| 4 | Vila Cândida Vargas      | 29° 42' 12.63" S 53° 48' 55.22" O | A unidade residencial cuja delimitação inicia no cruzamento da Avenida Hélvio Basso com a Avenida Nossa Sra. Medianeira, segue-se a partir daí pela seguinte delimitação: eixo da Avenida Nossa Senhora Medianeira, no sentido nordeste; fundo dos lotes que confrontam ao sudoeste, no sentido sudeste; fundo dos lotes que confrontam ao noroeste, no sentido sudeste e eixo da Avenida Hélvio Basso, no sentido noroeste, até encontrar o eixo da Avenida Nossa Senhora Medianeira, ponto inicial desta delimitação. | [ Obs. 2 ] |
| 5 | Vila Esperança           | 29° 42' 17.78" S 53° 48' 28.98" O | A unidade residencial urbana que confronta ao norte com a Rua Paulo Regis dos Santos Ferreira e limita ao sul com o Arroio Cancela. |            |
| 6 | Vila Imembuí             | 29° 42' 01.72" S 53° 49' 06.24" O | A unidade residencial urbana que limita ao norte com o Sanga do hospital, ao leste com o fundo dos lotes que confrontam a oeste para a rua Morotim, ao sul com o fundo dos lotes que confrontam ao norte com a rua Dr. Zamenhoff, e ao oeste com a avenida Angelo Bolson. | [ Obs. 3 ] |
| 7 | Vila Mariana             | 29° 42' 42.18" S 53° 48' 33.51" O | A unidade residencial urbana localizada no Trevo “Uglione”, que confronta ao sudeste com a Rodovia BR-158 e ao oeste com a Avenida Hélvio Basso. |            |
| 8 | Vila Medianeira          | 29° 42' 22.91" S 53° 48' 20.52" O | Sudoeste desta unidade residencial cuja delimitação inicia no extremo norte do eixo da Rua Júlio Rechia com o Arroio Cancela, segue-se a partir daí pela seguinte delimitação: leito do Arroio Cancela, no sentido a montante; leito da sanga tributária deste Arroio, no sentido a montante; linha que parte do cruzamento desta Sanga com o eixo da Rua João Batista da Cruz Jobim, até o extremo nordeste da Rua Isidoro Grassi; divisa nordeste do lote que confronta ao noroeste com esta última Rua, no sentido sudeste; fundo dos lotes que confrontam com a Rua Isidoro Grassi, no sentido sudoeste; eixo da Rua Duque de Caxias, no sentido sudeste; linha de projeção que parte deste ponto defletindo por três segmentos de reta, sendo o primeiro passando pelo extremo sudeste das Ruas João Alvares Machado, Vereador Bolson, Júlio do Prado Lima, Júlio Rechia e Sylvio Angelo Cauduro; o segundo segmento que deflete para noroeste passando pelo extremo sudoeste das Ruas Mário Salvador e Isidoro Grassi e por fim o terceiro segmento, no sentido norte que passa pelo extremo sudoeste da Rua João Batista da Cruz Jobim, até alcançar o extremo norte da Rua Júlio Rechia, junto ao Arroio Cancela, início desta demarcação. | [ Obs. 4 ] |

1. ↑  O acesso principal se dá pela Rua General Osório, que faz esquina com a Avenida Nossa Senhora Medianeira.
2. ↑  A acesso principal se dá na esquina sudeste das Avenidas Nossa Senhora Medianeira e Avenida Hélvio Basso.
3. ↑  O acesso principal se dá pela Avenida Ângelo Bolson.
4. ↑  O acesso principal se dá pela Rua Duque de Caxias.

## Demografia

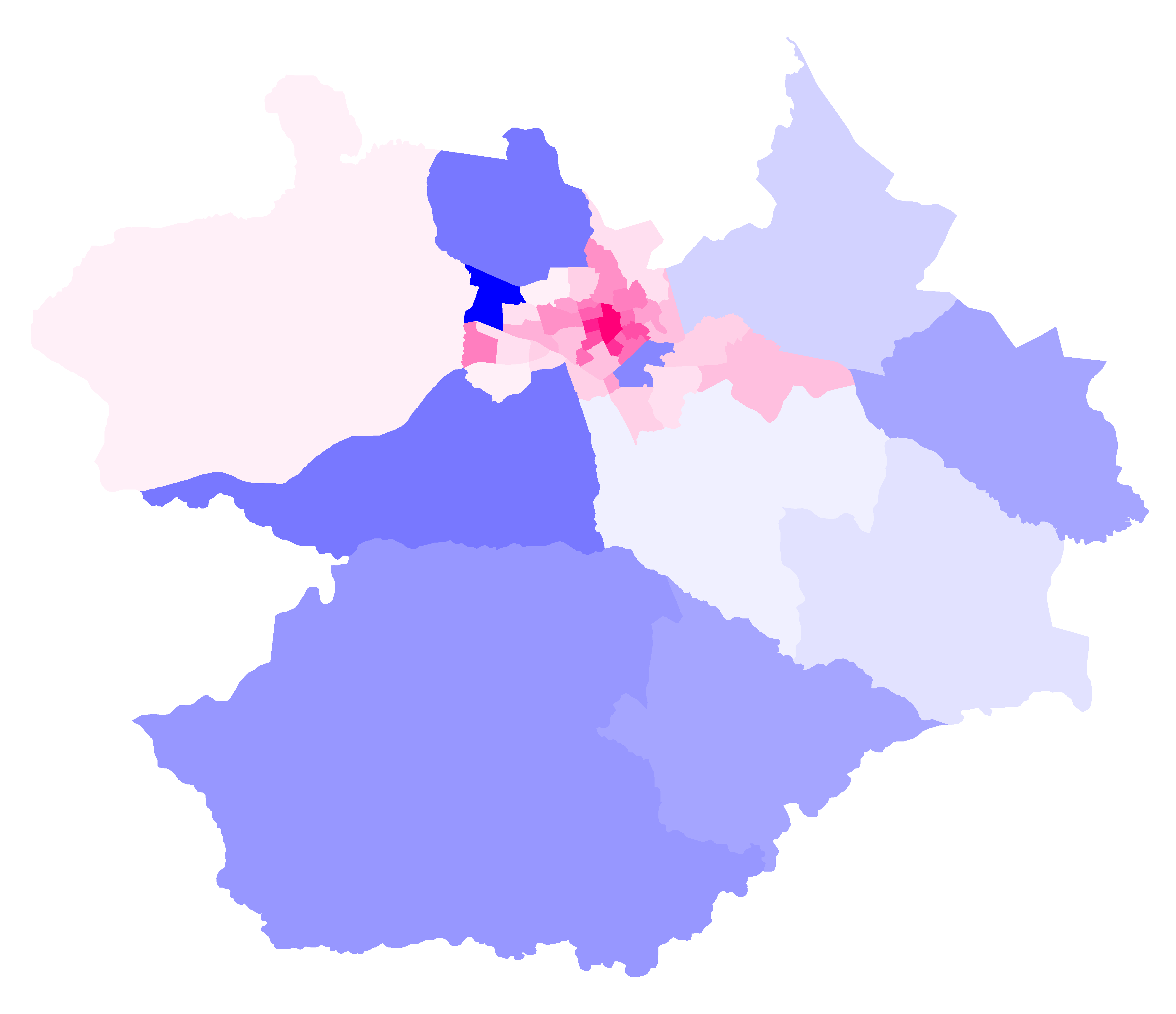
Mapa do município de Santa Maria com as divisões em bairros. Em escalas de azul os bairros com predominância masculina e em escalas de rosa os bairros com predominância feminina. Observa-se que quanto melhor a infraestrutura e o acesso a ela mais convidativo o bairro é para a população feminina. E, reciprocamente, podemos reconhecer os bairros com melhor infraestrutura observando onde a população feminina está concentrada.

Segundo o censo demográfico de 2010, Nossa Senhora Medianeira é, dentre os 50 bairros oficiais de Santa Maria:
- Um dos 41 bairros do distrito da Sede.
- O 8º bairro mais populoso.
- O 32º bairro em extensão territorial.
- O 13º bairro mais povoado (população/área).
- O 20º bairro em percentual de população na terceira idade (com 60 anos ou mais).
- O 5º bairro em percentual de população na idade adulta (entre 18 e 59 anos).
- O 43º bairro em percentual de população na menoridade (com menos de 18 anos).
- Um dos 39 bairros com predominância de população feminina.
- Um dos 20 bairros que registraram moradores com 100 anos ou mais, com um total de 3 habitantes masculinos.

Distribuição populacional do bairro
1. Total: 9030 (100%)
  1. Urbana: 9030 (100%)
  2. Rural: 0 (0%)
2. Homens: 4379 (48,49%)
  1. Urbana: 4379 (100%)
  2. Rural: 0 (0%)
3. Mulheres: 4651 (51,51%)
  1. Urbana: 4651 (100%)
  2. Rural: 0 (0%)

## Infraestrutura
Espaços públicos
No bairro está situada a praça Estado da Palestina (ex-Cândida Vargas) e o largo Olmiro de Oliveira (Jacozinho).